# Araneus formosellus
Araneus formosellus este o specie de păianjeni din genul Araneus, familia Araneidae. A fost descrisă pentru prima dată de Roewer în anul 1942.
Este endemică în Pakistan. Conform Catalogue of Life specia Araneus formosellus nu are subspecii cunoscute.